# 송민규 (테니스 선수)
송민규(1990년 8월 25일 ~ )는 대한민국의 남자 테니스 선수이다. 소속 팀은 KDB산업은행이다.

## 경력
송민규는 경기도 용인시 출신으로 울산대학교를 졸업했다. 2011년 대학종별테니스대회 남자 단식, 남자 복식에서 우승을 차지했고 중국 선전에서 개최된 2011년 하계 유니버시아드에서 남자 테니스 단체전 금메달을 획득하는 영예를 안았다.
2011년에 개최된 김천 ITF 퓨처스 대회, 서울 삼성증권배 국제 남녀 챌린저 테니스 대회(ATP 챌린저 투어)에 참가하면서 프로 선수로 데뷔했다. 2013년 한국실업테니스연맹전 남자 복식에서는 준우승을 차지했고 2013년 전국체육대회에서는 테니스 남자 일반부 단체전 금메달을 차지했다. 2014년 한국실업테니스마스터즈대회에서 남자 단식 우승을 차지했고 2015년 한국실업테니스마스터즈대회에서는 남자 단식 준우승을 차지했다.
2019년 ATP 광주 오픈 챌린저대회, 지난 챌린저 테니스 대회에서 남지성과 함께 참가하여 남자 복식 준우승을 차지했으며 요카이치 챌린저, 바오터우 바오터우 국제 남자 챌린저 테니스 대회에서 남자 복식 우승을 차지하는 영예를 안았다. 2019년 전국체육대회에서는 남자 테니스 일반부 개인전 은메달을 획득했다.